# Нектаринка
Нектари́нка (Leptocoma) — рід горобцеподібних птахів родини нектаркових (Nectariniidae). Представники цього роду мешкають в Південній і Південно-Східній Азії та на Новій Гвінеї.

## Види
Виділяють шість видів:
- Нектаринка лимонногруда (Leptocoma zeylonica)
- Нектаринка мала (Leptocoma minima)
- Нектаринка барвиста (Leptocoma sperata)
- Нектаринка мангрова (Leptocoma brasiliana)[5]
- Нектаринка чорна (Leptocoma aspasia)
- Нектаринка карміновогорла (Leptocoma calcostetha)

## Етимологія
Наукова назва роду Leptocoma походить від сполучення слів дав.-гр. λεπτος — ніжний, тонкий і κομη — волосся.